# Koněšín
Koněšín är en ort i Tjeckien.   Den ligger i regionen Vysočina, i den sydöstra delen av landet, 150 km sydost om huvudstaden Prag. Koněšín ligger 448 meter över havet och antalet invånare är 453. Den ligger vid sjön Údolní nádrž Dalešice.
Terrängen runt Koněšín är platt, och sluttar österut. Runt Koněšín är det ganska glesbefolkat, med 40 invånare per kvadratkilometer. Närmaste större samhälle är Třebíč, 11,9 km väster om Koněšín. Trakten runt Koněšín består till största delen av jordbruksmark.